# 壓抑記憶
壓抑記憶（英語：Repressed memory）是一個備受爭議的心理學理論。該學說認為，一些創傷事件的記憶，可能存在潛意識中，但意識沒法回憶出來。雖然這些潛意識記憶沒法從正常意識中回憶，但仍會透過潛意識的力量，影響個人的行為、情感及情緒反應。
儘管人們普遍認為外行和臨床心理學家相信壓抑記憶的現象，很多心理學研究對記憶是否會出現抑壓仍有非常大的爭議。 一些心理學專家認為，壓抑記憶可以透過心理治療回復，或可以幾年或幾十年後自然回復，如經歷到一些事件觸發起壓抑記憶。不過，大部分專家認為，使用恢復記憶療法，有可能會創造錯誤記憶，而非真正回復被壓抑的記憶。 根據美國心理學會, 在沒有其他佐證的條件下，想要分辨壓抑記憶和錯誤記憶基本沒有可能。 